# Annibale Pavone
Annibale Pavone (Messina, 8 agosto 1965) è un attore italiano.

## Biografia
Dopo il diploma alla Bottega Teatrale di Firenze diretta da Vittorio Gassman, inizia a lavorare, sempre in ruoli di spicco, con registi come Walter Pagliaro (Gli attori in buonafede di Marivaux), Giancarlo Cobelli  (Re Giovanni di Shakespeare), Federico Tiezzi (Amleto di Shakespeare), Mariano Rigillo (Enrico IV di Luigi Pirandello), Ninni Bruschetta (Giulio Cesare di Shakespeare), Giampiero Cicciò (Lo stato d'assedio di Albert Camus e Perthus di Jean-Marie Besset).
Ma per la sua carriera è fondamentale il sodalizio che lo lega al regista Antonio Latella con il quale da quasi vent'anni condivide un percorso professionale rivelatosi tra i più innovativi per il teatro italiano contemporaneo.
Diretto da Latella, è da ricordare soprattutto nei ruoli di Starbuck in Moby Dick da Herman Melville (accanto a Giorgio Albertazzi e Marco Foschi), Estragone in Aspettando Godot di Samuel Beckett, Julian in Porcile di Pier Paolo Pasolini, Totò in Totò il buono dal racconto di Cesare Zavattini (su Antonio De Curtis) andato in onda su Rai Radio 3 nel 2006.